# انفجارات تيانجين 2015
انفجار ميناء تيناجين 2015 هو انفجار ضخم وقع في 12 أغسطس، 2015 في حوالي 23:36 ليلا بالتوقيت المحلي، وذلك في مستودع كيميائي في منطقة بينهاى الجديدة، وهي منطقة اقتصادية كبيرة وهامة تحت إدارة ميناء تيانجين في مدينة تيانجين في الصين. سمع دوي سلسلة الانفجارات على بعد عدة كيلومترات حتى وصل ذلك إلى قمر إصطناعي ياباني مخصص للأحوال الجوية، وتعادل قوة الانفجار ثلث قوة قنبلة هيروشيما النووية، إضافة إلى رجات أرضية خفيفة حول موقع الانفجار.
حسب الحكومة أكثر من 700 شخص أصيبوا بالانفجار. ومقتل حوالي 104 شخص.

## الاستجابة
في صباح الانفجار بدأ أفراد عسكريون في الوصول إلى تيانجين للمساعدة في جهود البحث والإنقاذ. ووصلت معدات إضافية، مثل الجرافات، إلى الموقع للمساعدة في عملية تنظيف المكان. ووصل أكثر من 200 خبير في المجال النووي والكيمياء الحيوية إلى تيانجين من أجل تقدير المخاطر الصحية للمواد الكيميائية المتطايرة في الجو، كان من بينهم فريق الاستجابة للطوارئ البيئية في بكين وهو تنظيم تابع للمنظمة الدولية للطاقة النووية. وأقامت السلطات 21 محطة مراقبة مؤقتة بالقرب من موقع الانفجار، راصدة ملوثات هواء ضارة بمعدلات فوق طبيعية. وأُغلق منفذ تصريف مياه قريب من الموقع، وجرى اختبار جودة المياه.